# オスマン帝国の対プロテスタント政策

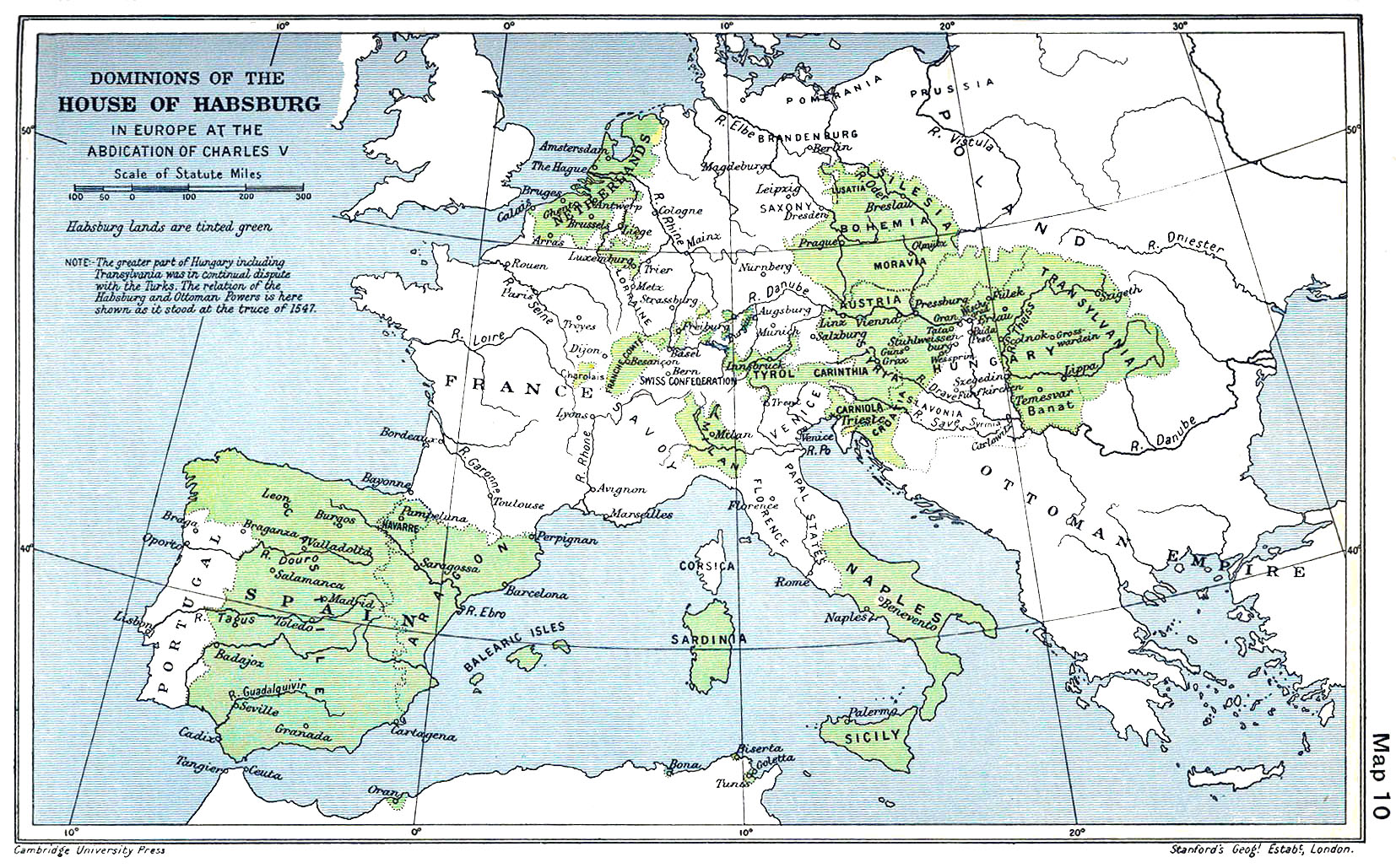
『ケンブリッジ現代史地図帳』(1912)に掲載されたミュールベルグの戦い(1547年)以後のハプスブルクの領土を著す地図。ハプスブルクの領土は緑で示されている。それ以外は神聖ローマ帝国が管轄しているところ。

オスマン帝国の対プロテスタント政策（オスマンていこくのたいプロテスタントせいさく）ではオスマン帝国とプロテスタント国家との関係、およびそれに付随する背景について詳述する。
オスマン帝国とプロテスタント勢力が関係を持つようになったのは、16世紀以降である。北ヨーロッパでプロテスタント運動が盛んになり、オスマン帝国（トルコ）が南ヨーロッパで勢力を拡大している時期であった。カトリックの神聖ローマ帝国と対立状態にあった両者は、プロテスタントとイスラームの宗教上の類似点を強調し、通商と軍事同盟の可能性を模索して、多くの取り交わしがなされた。

## 歴史的背景

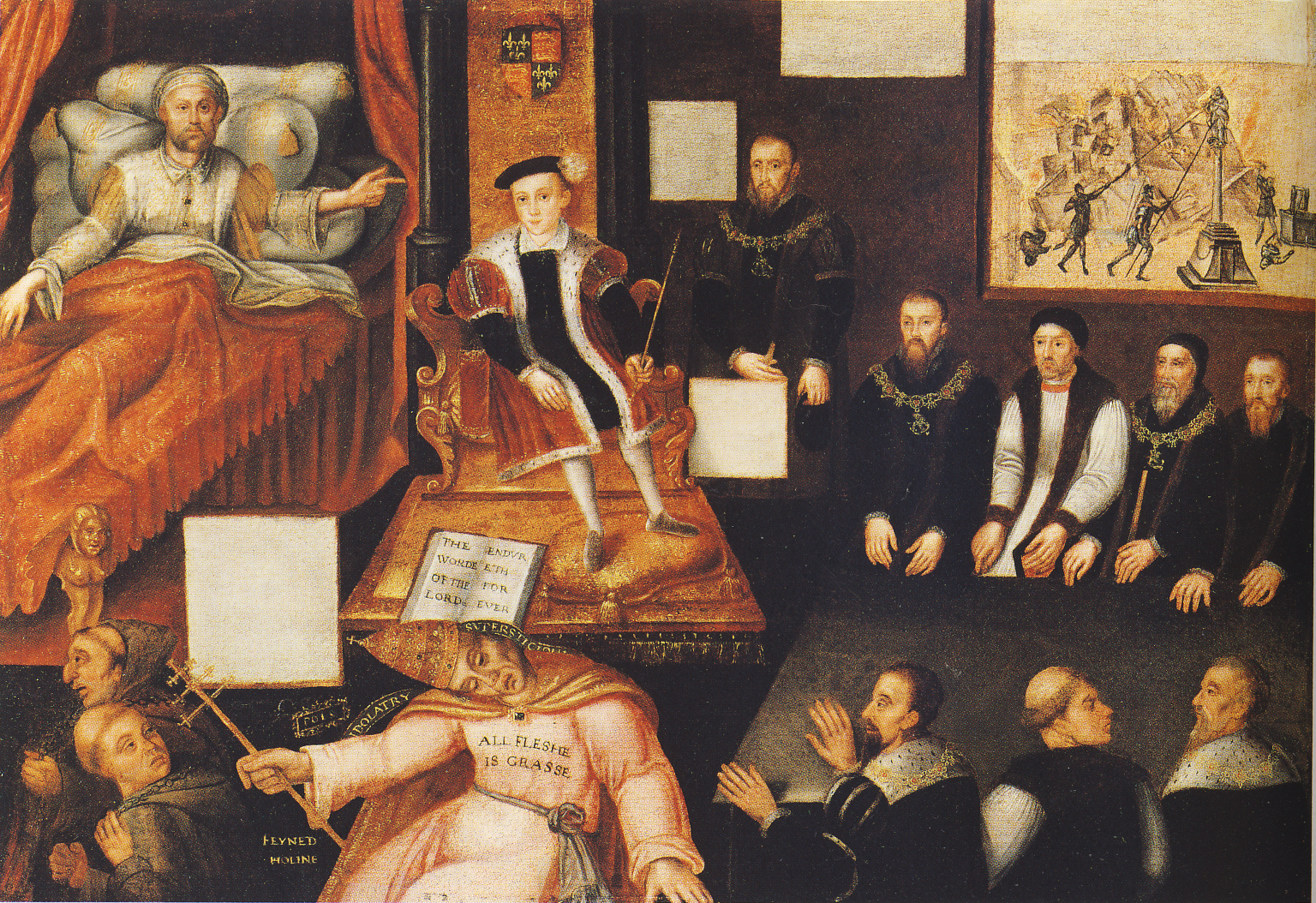
反教皇の絵。教皇とイギリスのエドワード6世の間の敵意を表している。

オスマン皇帝メフメト2世によるコンスタンティノープル攻略と、セリム1世による中東の統一に引き続き、セリム1世の子、スレイマン大帝は領土をバルカンから中欧にまで広げようとしていた。かくして、ハプスブルク帝国はオスマン帝国と直接対決することとなった。同じ時期、北部および中部ヨーロッパの各地で、プロテスタントによる宗教改革が起きていた。これは、ローマ教皇の権威とカール5世に統治されている神聖ローマ帝国に敵対するものであった。
この状況から、ハプスブルクという共通の敵に対抗するために、プロテスタント勢力はオスマン帝国とさまざまな形で協力することを検討し、交易や宗教、軍事の面で歩み寄ることを考えるようになった。

## 初期の宗教的和解 （16ー17世紀）
宗教改革の進展に伴い、プロテスタントとイスラームはお互いに、カトリックよりもより近いと考えられた。Jack Goodyは、「偶像崇拝を禁止すること、結婚を秘蹟として扱わず、修道院の生活を拒否する点において、イスラムはプロテスタントに近いと考えられる」としている。

## お互いへの寛容

### プロテスタントからの見解
オスマン帝国のスルタンは、領内におけるキリスト教とユダヤ教の信仰に寛容を示すことで知られていた。一方、スペイン王はプロテスタントの信仰を許さなかった。事実、当時、オスマン帝国は宗教的寛容で知られていた。さまざまの宗教的亡命者、たとえば、ユグノー、英国国教会、クエーカー、再洗礼派、さらに、イエズス会、カプチン・フランシスコ修道会の亡命者が、帝国各地やイスタンブールに亡命することができた。 ここでは、居住と信仰の権利を与えられていたのである。さらに、オスマン帝国は、トランシルヴァニアやハンガリーのカルヴァン派だけでなく、フランスのカルヴァン派をも援助したのである。当時のフランス思想家ジャン・ボダンは、次のように著している。
トルコの偉大なる皇帝は、世界の如何なる王子がするような献身をもって、父祖以来の信仰を守ってきたのみならず、他の異なる宗教に嫌悪を示さなかった。のみならず、自らの信仰に従って生きることをお許しになったのである。いな、それ以上に、ペラの宮殿のそばに、ユダヤ教、キリスト教、ギリシア正教、さらにイスラムを受け入れたのである。—ジャン・ボダン.
マルティン・ルターは、1528年、まだ、悲劇的な第一次ウィーン包囲が起こる前だが、その時に書いたパンフレット『トルコに対する戦争』の中で、オスマン帝国のヨーロッパへの侵入に抵抗することをドイツの人々に呼びかけている。この中で、イスラムへの見方は、彼の激烈な反ユダヤ主義に比べれば穏やかなものである。ルターは、イスラムの教義を広く批判していながら、他方で、イスラムの信仰に寛容を示しているのである：
"トルコ人に自らの望む信仰と生活をさせなさい。ちょうど、教皇と他の間違ったキリスト教徒が生活しているように。—『トルコに対する戦争』(1529)より抜萃。
しかし、ここに記されている「トルコ人」が、特別な支配者を指すのか、イスラム教徒全般なのかははっきりしていない。マルティン・ルターの相反する態度は、彼の外のコメントにも現れている。そこでは、次のように書いている。
「気の利いたトルコ人は、間抜けなキリスト教徒より、すぐれた統治者である。」

### 相互への好意的発言

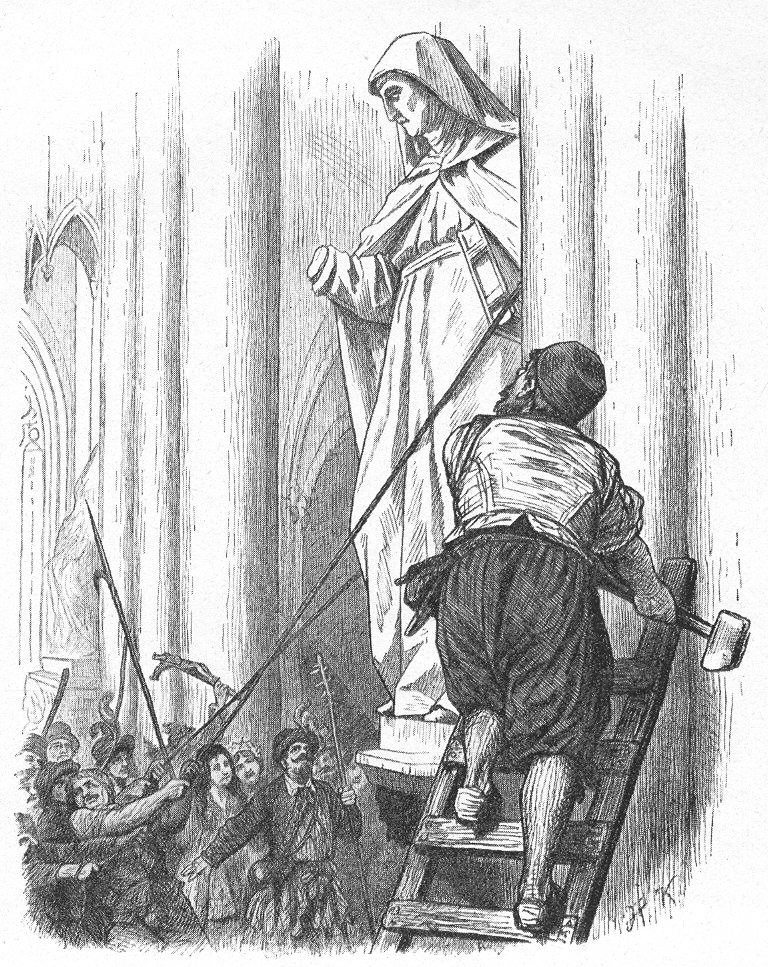
プロテスタントの偶像破壊：オランダ独立時代の偶像破壊。

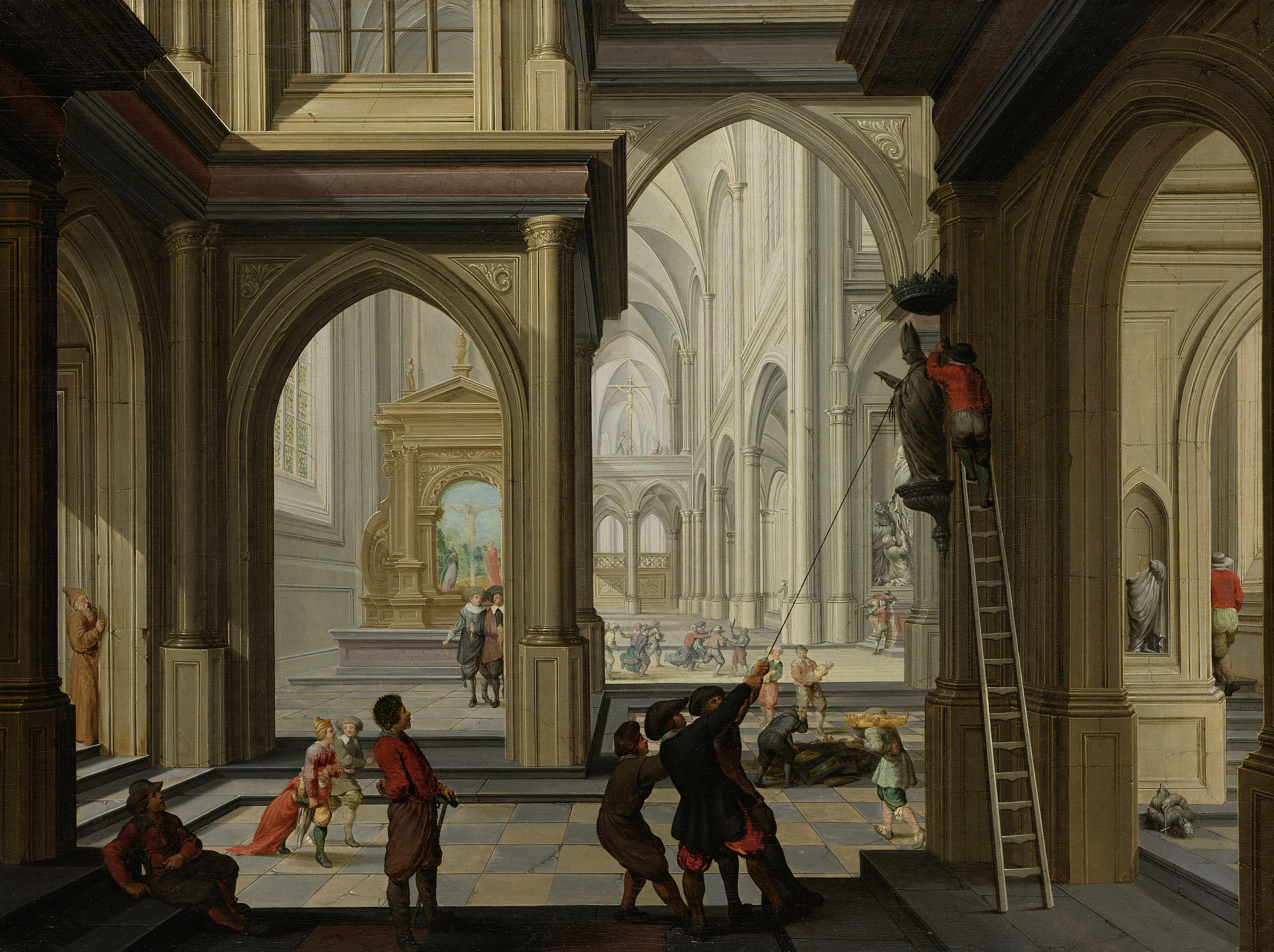
偶像破壊：1566年、オランダにあるカトリック教会から組織的にカトリックの絵画などを廃棄した。

マルティン・ルターは、偶像崇拝を禁止する点で、イスラムとプロテスタントの類似性に気づいているが、イスラムは偶像崇拝を拒否することにより徹底していることも記している。『トルコに対する戦争』のなかで、ルターは、「反キリスト」と批評した教皇や、「悪魔の生まれ変わり」と書いたユダヤ人を鋭く批判しているが、トルコ人に対してはそれに比べると穏やかな批判しかしていない。彼は、また、同時代の人々にトルコ人に良い点を見いだすように促しているし、トルコに好意的な人々の意見を引き合いに出し、「我々ドイツ（ゲルマン）人が野蛮で非文明的であると考えており（たしかにかれらの半数は悪魔であり、半数は人間である）、それゆえにトルコに来てもらって支配してもらうことを望んでいる人」に言及している。
オスマン帝国も、カトリックよりもプロテスタントにより近く感じていた。ある時、スレイマン大帝から、フランドルのルター派に手紙が送られた。中で、彼らに親近感を持つことを述べ、その理由として、「なぜならば、偶像崇拝をせず、唯一の神を信じ、教皇と皇帝に対して戦いを続けていたからである」としている。
宗教的に似ているという考えはまた、イギリスのエリザベス1世とムラト3世の間に交わされた書翰にも見られる。ある書翰の中で、ムラト3世は、イスラムとプロテスタントは、「両者は、カトリックと比較すると、より共通している。というのは、どちらも偶像崇拝を拒否しているからである」としたため、イギリスとオスマン帝国との軍事同盟を議論している。
ムラト3世は、1574年に、スペインとフランドルにいるルター派に宛てて書かれた手紙の中で、イスラムとプロテスタントの教義間の共通点に焦点を当てようと相当な努力をしている。以下のように記述している。
「あなた方は、偶像を崇拝せず、偶像や肖像画、さらに教会の鐘を廃棄している。信仰を告白するとき、「万能の神はお一人であり、聖なるイエスはその預言者であり、召使いである」から始め、心から真実なる信仰を求めている。しかし、教皇と呼ばれる信仰無き者は、創造者がお一人であることを認めず、神性を聖なるイエスに帰している（彼に平安を）。さらに、人自らの手でなした偶像や絵画を崇拝して、お一人なる神に疑いを生じさせ、なんと多くの人々を誤った道に導いてしまったのであろうか。」—1574年、ムラト3世の手紙：「スペインとフランドルのルター派の人々へ」
このような要求は、オスマン帝国が宗教的に同じ土台をつくるようにしたために、政治的にも触発され、政治的同盟を保証する道にもなった。エリザベス1世は、オスマン帝国との違いを小さく見せるように彼女自身彼女の宗教的レトリックを適合させ、関係を促進するように努めた。ムラト3世への手紙の中で、彼女の宗教は一神教の特性と、反偶像主義にあることを強調している。手紙の中で次のように記している。
「唯一なる天と地の創造者である全知全能の神の祝福を受けたるものであり、イングランド、フランス、アイルランドの女王であり、キリスト教徒の中で誤ってキリストの名を公言する無価値な偶像崇拝者たちに対する無敵でもっとも強力なキリスト信仰を守る者であるエリザベス」—エリザベス1世からムラト3世への手紙：

## 軍事同盟

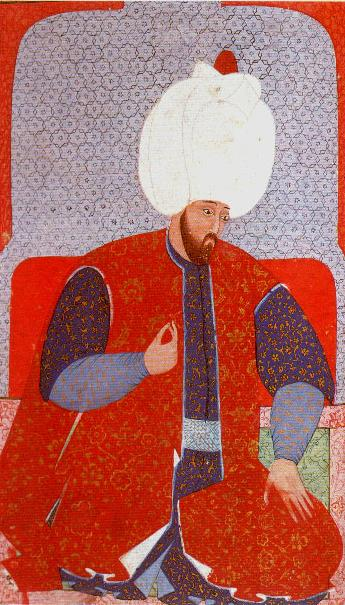
スレイマン大帝はフランドルのルター派に支援を与えた。

オスマン帝国とヨーロッパ勢力の軍事的連合は1535年のフランスとの同盟関係から始まる。この同盟は、カール5世の野望からフランス王国を効果的に防衛し、それに戦略的支援を与えた。また、この同盟はオスマン帝国に、ヨーロッパ外交に参加させる機会を与え、ヨーロッパ各国の間での地位を上げるものであった。このムスリム勢力と「非聖」同盟を結ぶというフランスの活動に対して多くの批判的な宣伝がなされたという副作用もあった。歴史家アーサー・ハッサル(Arthur Hassal)によれば、このフランス・オスマン同盟の結果はもっと大きなものである。「オスマントルコとの同盟は強力な影響を与え、カール5世からフランスを救い、さらにドイツにおけるプロテスタントを助け、フランスの目から見れば、フランソワ1世の北ドイツにおける同盟を救ったのである」
1571年のレパントの海戦以降も、オスマン帝国はフランスを支援し続けようとしたし、1580年以降はオランダやイギリスを同様に支援した。プロテスタントやカルヴァン派への支援はヨーロッパにおけるハプスブルクの勢力拡大に対する対抗策であった。カトリックのハプスブルク家という共通の敵と戦っているプロテスタントに、オスマン帝国からさまざまな働きかけが行われた。スレイマン大帝は少なくとも一通の手紙をフランドルのルター派に送ったことで知られている。その中で、もし望むなら軍隊を送ると記している。ムラト3世も、エリザベス1世にイギリスとオスマン帝国の間に同盟を結ぶことを提案していることで有名である。。
全体的に、ヨーロッパ南部の前線におけるオスマン帝国の軍事活動は、ルター派がカール5世の圧力にもかかわらず生き残らすことができ、1555年9月にアウクスブルクの和議の締結にこぎつけた理由になるだろう 。「1555年までにドイツでルター派が強化し、拡大し、正当化されたは、他のどのような理由よりも、オスマントルコの帝国主義が貢献したと考えるべきであろう」

### オランダの独立とイスラム

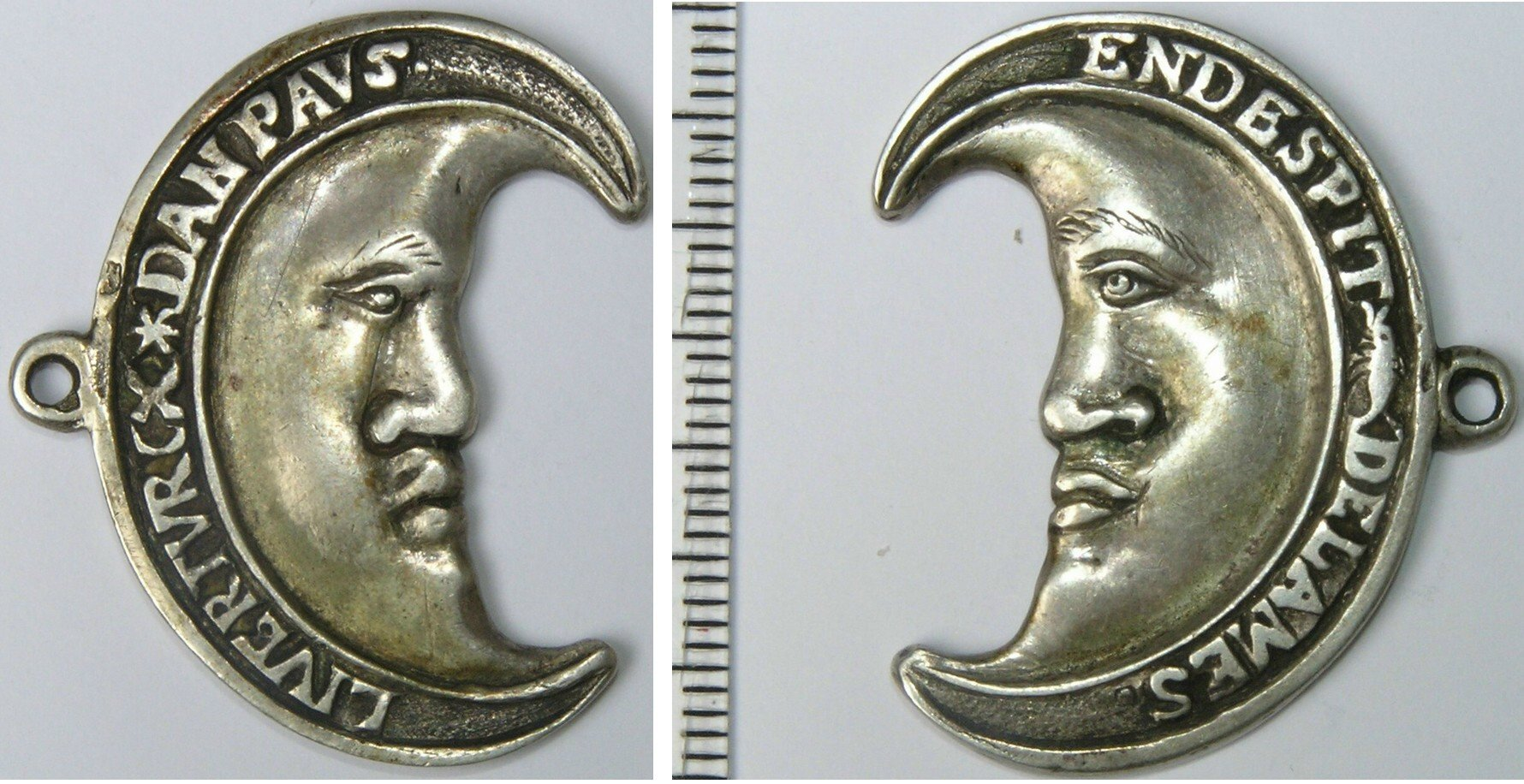
オランダの三日月形をしたコインである 乞食貨(Geuzen medal)。1570年スペインからの独立戦争時のもの。上に「"Liver Turcx dan Paus" ("教皇よりもトルコ")と刻まれている。

基本的に、プロテスタントのオランダはカトリックにもムスリムにも強い反感をもっていた。しかし、いくつかの場合、オランダとムスリムの同盟、又は、同盟の企ては可能であった。たとえば、ポルトガルを追い出すために、モルッカ諸島のムスリムとオランダは同盟を結んだ。また、1699年にオランダがマカッサルを最終的に支配下に置いたとき、その植民地内でイスラムに対してむしろ寛容になった。
オランダ独立の時、ヤン・ファン・ナッサウの秘書が書いたように「たとえトルコであっても」、どのような国からでも援助を必要とする危機的な状況にオランダはあった。オスマン帝国のハプスブルクに対する成功をオランダは大変な関心をもって見ていた。また、地中海におけるオスマン帝国の遠征をオランダ独立戦争前線の救済の指標とみていた。オラニエ公ウィレム1世は1565年に次ぎように書いている。
「トルコ人は大変な脅威である。これは、（ハプスブルクの）王が今年オランダに来ないであろう事を意味すると、我々は信じたい。」—1565年頃ウィレム1世が兄弟に宛てた手紙
オランダ人は、オスマンが「すでにバリャドリッドにきている」と望みながら、マルタ包囲戦(1565年）を首を長くして見ていた。そして、それをスペイン王からの譲歩を勝ち取るのに利用した。
接触は直後、より直接的になった。ウィレム1世は、援助を求めるために1566年大使をオスマン帝国に派遣した。ヨーロッパのどの国も助けようとしなかったときに、「このオランダの行為にたいして、十分に矛盾しているのだが、オスマントルコだけが積極的な援助をした。」スルタンの主要な助言者の一人であるナクソス公(Duke of Naxos) ジョセフ・ミケス(Joseph Miques)は、アントワープにいるカルヴァン派に手紙を送り、その中で、「オスマントルコの軍事力はフェリペ2世の軍隊を直ぐに破り、フランドルのことを考える閑が無いほどであろう」と誓っている。1566年後半のスレイマン大帝の逝去は、数年間オスマン帝国が支援を与えることができないことを意味した。1568年、ウィレム1世は、再びオスマン帝国にスペインを攻撃するように要請したが、成功しなかった。1566年から1568年にオランダにおける独立戦争（八十年戦争）は、最終的に失敗した。主に外国の援助が無かったからである。

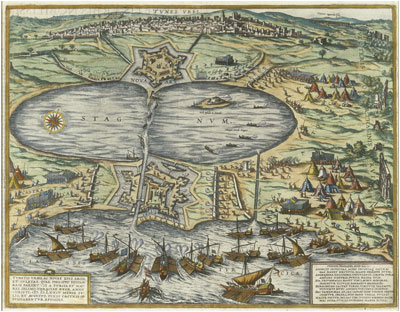
1574年、オスマン艦隊がチュニスの港を占領する

1574年、ウィレム1世とフランスのシャルル9世は、ダクスの司教であり、親ユグノー派の大使フランソワ・ドゥ・ノワルを通じて、オスマン帝国のスルタン、セリム2世から再び支援を得ようとした。セリム2世は次のような支援をすることを、使者を通じて伝えた。支援のために、アルジェリアのバルバリア海賊やスペインに反抗的なモリスコとオランダが接触を続けられるように努力することであった。セリム2世は大艦隊を派遣してチュニスへ侵攻し、1574年10月に占領した。かくして、オランダに対するスペインの圧力を減らすことに成功し、ブレダ会議における交渉に導いたのである。1574年5月にシャルル9世が無くなると、接触は弱くなった。とはいえ、1575年から76年まで支援をしたし、アントワープに領事館を置いている（ギリシャ国: De Griekse Natie）。オスマン帝国はスペインと休戦し、関心をペルシャとの戦いに向け、1578年から1590年まで続く長いサファヴィー朝との戦争を始めたのである。
イギリスの作家、ウィリアム・レイノルド(William Rainolds: 1544-1594)は、『カルヴァンートルコ』と題するパンフレットを書き、これらの和解を批判している。
「教皇よりもトルコ(Liever Turuks dan Paaps)」という句は、16世紀後半オランダ独立戦争を通じてのスローガンであった。このスローガンは、オランダ傭兵海軍部隊（ゼーゴイセン。「海の乞食」の意）が、カトリック・スペインと戦うときに使われている。ゼーゴイセンの旗幟は、赤地で三日月を使うトルコの旗と似ている。「教皇よりもトルコ」という句は、スペイン王の統治下よりもオスマン帝国のスルタン統治下の生活の方がどれだけ良いかということを示す造語であった。フランドルの貴族デスクエルデス(D'Esquerdes)は、次のように記している。
「良心に反し、このような反異端な詔勅にしたがって扱われるより、トルコの臣下になった方がよい」—フランドルの貴族デスクエルデス(D'Esquerdes)の手紙
「教皇よりもトルコ」という句は、あまりにも修辞的で、オランダ人はスルタン統治下の生活を全く考えていなかった。結局、トルコ人は異教徒であり、プロパガンダは反乱計画の（一貫した）中心的な役割を果たすことから退けられていたのである。

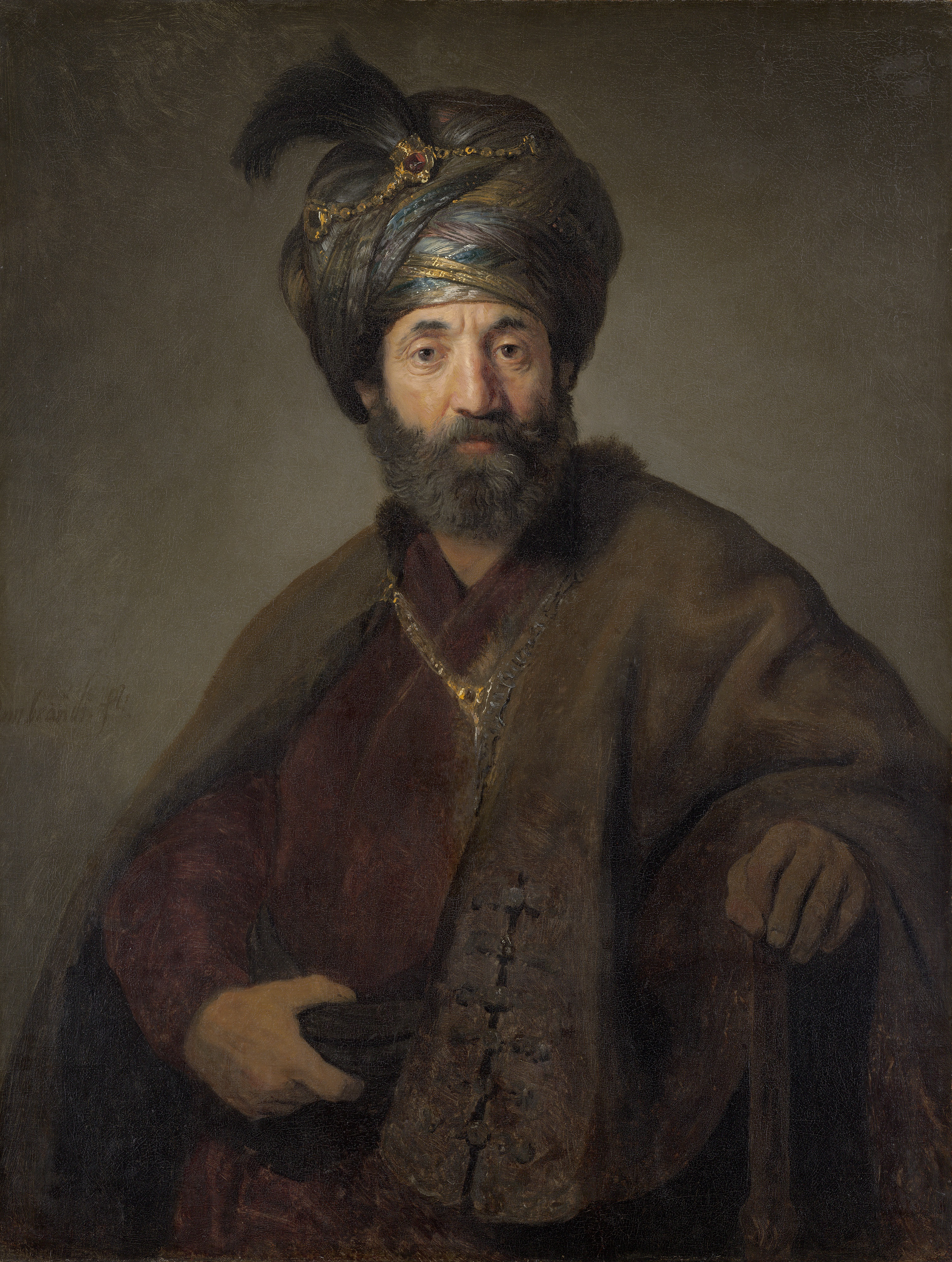
レンブラント 1635年: 東方風の衣装をまとう男

1608年より、サムエル・パラッシェ(Samuel Pallache)は、モロッコと低地地帯が同盟を結ぶ議論の仲介役を務めた。1613年、モロッコの大使でモリスコ出身でもあったハジャリー（Al-Hajari）は、ハーグでオランダ王子のオラニエ公マウリッツと共通の敵であるスペインに対抗して、オランダ、オスマン帝国、モロッコとモリスコとの同盟の可能性を議論をした（。本の中で、スペインへの攻撃の共闘の議論だけでなく、当時、イスラムとプロテスタントが宗教的に良い関係を持てることも記述している。
「彼らの先生（ルターとカルヴァン）は、彼ら（プロテスタント）に教皇と偶像崇拝者に対抗するよう教えた。また、偶像崇拝者に対するこの世における神の刀であるムスリムを憎まないように話している。これが、彼らがムスリム側にいる理由である。」—ハジャリー、「無信仰者に対する宗教の守護者の本」
30年戦争（1618‐1648）の間、スペインに対抗するため、オランダはモリスコとの関係を深めていた。

### フランスのユグノーとイスラム
1570年代、フランスのユグノーはスペインに対抗するため、モリスコと接触していた。1575年頃、アラゴンのモリスコとユグノーが共闘して、アンリ・ドゥ・ナヴァルの指揮の下、ベアルンからスペインのアラゴンに侵攻する計画を立てた。この計画には、アルジェの王と、オスマン帝国の同意も取り付けていた。しかし、アラゴンにドン・フアン・デ・アウストリアが到着し、モリスコの武装を解除したことで、この計画は水泡に帰した。1576年、イスタンブールからの艦隊がムルシアとバレンシアの間に上陸し、フランスが北から侵攻し、モリスコが反乱を起こすことを計画した。しかし、オスマン艦隊が到着せず失敗した

### 北アフリカ諸国とイギリスの同盟

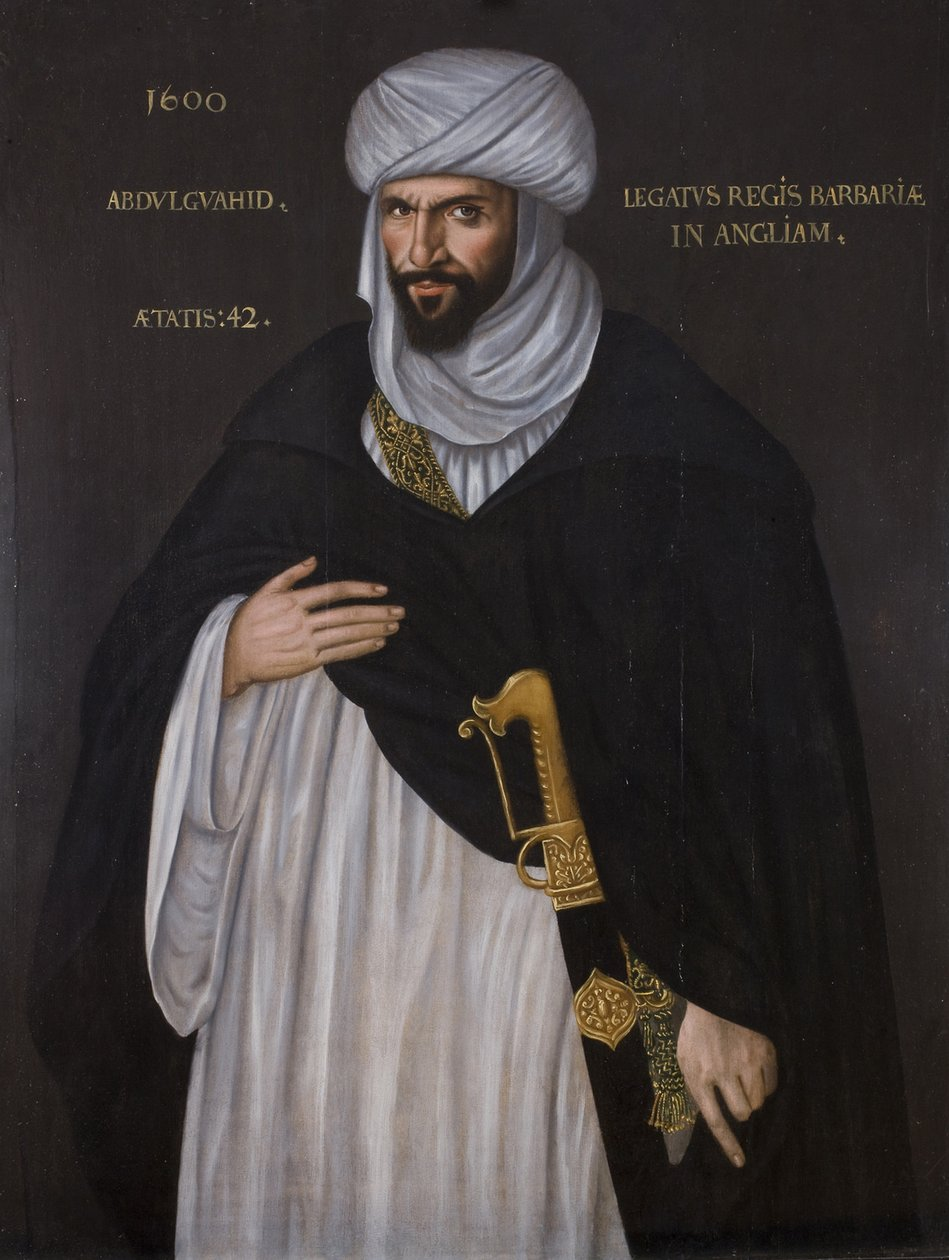
アブド・エル・オウアヘッド・ベン・メッサオウド、北アフリカ諸国モロッコの大使であり、1600年にイギリス、エリザベス1世の宮廷に来た。

1551年に「獅子」と呼ばれたトーマス・ウィンダム(The Lion of Thomas Wyndham)の航海についで、1585年にイギリスの「バーバリー会社」が設立され、イギリスと北アフリカ諸国、特にモロッコとの交易は発展した。エリザベス1世と北アフリカ諸国の外交関係と同盟が結ばれた。イギリスはスペインに敵対するサアド朝のモロッコと交易関係を持つようになり、教皇の禁止令に反して、モロッコに武器、弾薬、木材、金属を売り、モロッコから砂糖を輸入した。このことは、スペイン駐留のローマ教皇大使(Nuncio)が、エリザベスについて以下のように書かせることとなった。「この女性によって考えられない悪はない。彼女は、実に悲しむべきことに、武器、特に大砲でモロッコ（サアド朝のスルターン・アブドゥル＝マリク）を援助するのだ。」
モロッコでは1576年にサアド朝君主スルターン・アブー・アブドゥッラーフ・ムハンマド2世が、オスマン朝の後援を受けた叔父のムハンマド・アル＝ムタワッキルに廃位される事件が起きていた。ムハンマド2世は敵対していたポルトガルに亡命し、ポルトガル王セバスティアン1世は十字軍の名目でムハンマド2世の復位を援助し、北アフリカに17,000人の軍勢とムハンマド2世を伴って親征した。（スペイン国王フェリペ2世はセバスティアン王の親征を思いとどまるよう説得したものの叶わなかった）　新スルターンとなったアブドゥル＝マリク（ムハンマド・アル＝ムタワッキル）は自らも軍を率いて、タンジェに上陸したポルトガル軍を迎撃した。1578年8月4日に両軍の会戦したアルカセル・キビールの戦いは、ポルトガル国王セバスティアンとモロッコの前スルターンであるムハンマド2世と、現スルターン・アブドゥル＝マリクの三者が一堂に会したため「三王の戦い」とも呼ばれるが、アブドゥル＝マリク率いるサアド朝軍の勝利に終わったものの、激戦となったため「三王」全員が戦死するという事態となった。セバスティアン王の戦死の後、フェリペ2世がポルトガル王位の継承を要求したため、この戦いは1640年までポルトガルはハプスブルク家の王を戴くスペインとの同君連合となる契機となってしまった。またモロッコではアブドゥル＝マリクの死後、弟のアフマド・アル＝マンスールが即位し、サアド朝の最盛期を迎える。イングランドのエリザベス1世がサアド朝のアブドゥル＝マリクに援助したのは、北アフリカでモロッコの君主位を巡りスペイン、ポルトガルが介入する国際紛争的な様相を呈した時期であった。
1600年、モロッコの配者となったサアド朝のスルターン・ムーラーイ・アフマド・アル＝マンスール(Mulai Aḥmad al-Manṣūr)は、主要な秘書であるアブド・エル・オウアヘッド・ベン・メッサオウド（アブル＝ワーヒド・ブン・マスウード ‘Abd al-Wāhid b. Mas‘ūd）をエリザベス1世の宮廷への大使としてイギリスへ派遣した。アブル＝ワーヒド一行は、エリザベスの宮廷に6ヶ月滞在し、スペインに対する同盟を交渉した。モロッコの支配者はイギリス艦隊がスペインに侵攻するのを援助するつもりであったが、エリザベスはこれを断った。しかし、保証のために大使館を建てることを歓迎し、さらに、商業協定を締結したのである。エリザベス1世は艦隊派遣のために10万ポンドを要求し、スルターン・アフマドはお金を送るための大型帆船を要求するなどしながら、二人はさまざまな共同軍事計画を議論した。エリザベス1世は「軍需品をモロッコに送ることに同意し、彼女とムーライ・アフマド・アル＝マンスールはしばしば、スペインに対する共同作戦を話し合った」。しかし、議論は決定することなく推移し、大使館設立後二年以内に両方の統治者は逝去した。

### イギリスとオスマン帝国の共同作業

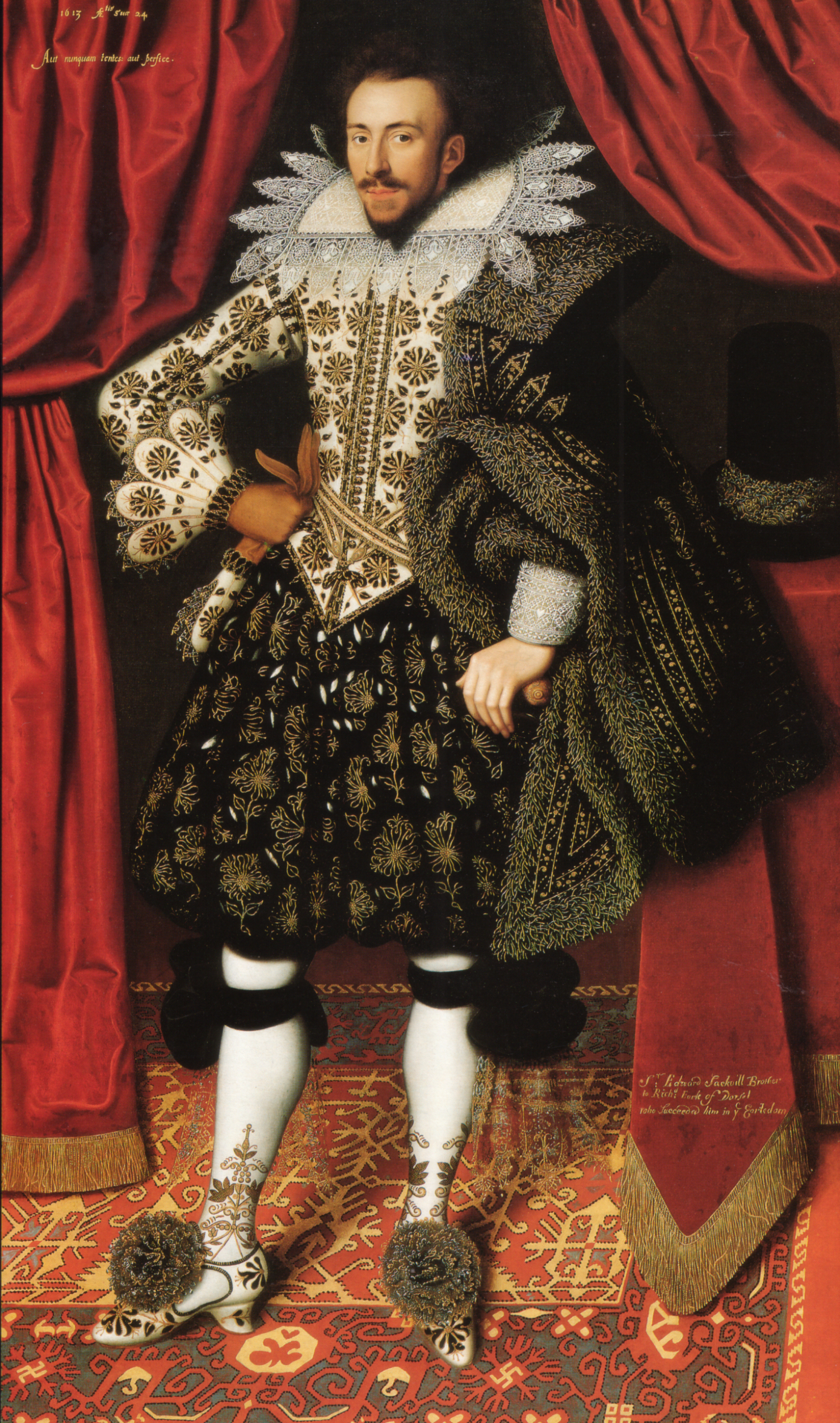
17世紀、イギリスの絵画において、オスマンの絨毯はファッショナブルなものと考えられていた。ロトカーペットの上に立つ「第3代ドーセット伯爵リチャード・サックヴィル」ウィリアム・ラーキン画（1613年）

エリザベス1世の時代にオスマン帝国との外交関係が結ばれ、レヴァント会社に勅許が与えられた。また、1578年に、オスマン宮廷への最初の大使としてウィリアム・ハーボーン(William Harborne)が派遣された。エリザベス1世とスルタン・ムラト3世の間では、お互いに多くの通信使と書翰が取り交わされた。ある返信で、ムラト3世は、それぞれがローマ・カトリックと共通する以上のものを、偶像崇拝を拒否するということで、イスラムとプロテスタントは同じものを持っているという考えを記し、イギリスとオスマン帝国の同盟を議論している。ヨーロッパのカトリック勢力に動揺を与えるため、イギリスはオスマン帝国に、（大砲鋳造のための）錫と鉛、軍需品を輸出した。また、エリザベス1世は、1585年にスペインとの戦争が始まったとき、ムラト3世との共同軍事行動を真剣に議論した。スペインという共通の敵に当たる為に、オスマン帝国の直接軍事行動を引き出させるよう、フランシス・ウォルシンガムに交渉させたのである
当時のイギリスの作家はしばしば、「トルコ人」と「オスマン帝国」を、盛んに賞賛した。彼らは、「威厳があり、荘厳な形式と機能」を持ち、「ヨーロッパで最強の国」であるとし、トルコ人は「唯一近代的な人々で、行為に趣があり、今日最も偉大な栄光を持ち、彼ら以上の人々を見いだすことができない」とし、さらに、「信じられないほど礼節に富む」と記したのである

### イギリス・トルコ海賊
1604年にカトリック・スペインと平和が築かれると、イギリスの海賊はもはや、地中海でキリスト教徒の船への襲撃を継続できなくなった。この時期、北アフリカ諸国のムスリム統治者による護衛のもと、また、しばしば、この過程においてイスラムに改宗している。。

### トランシルヴァニア、ハンガリー

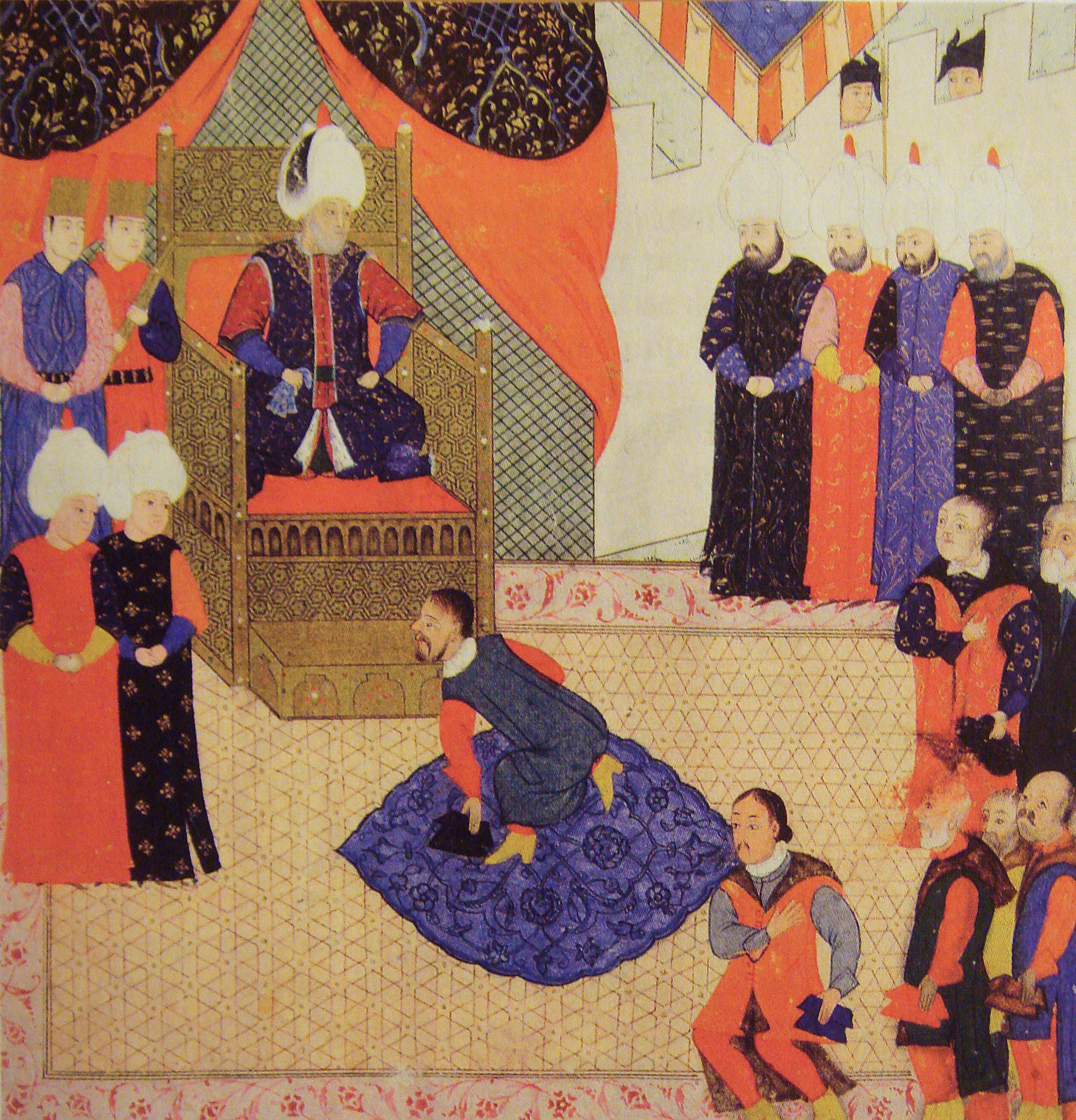
1556年、スレイマン大帝に跪くハンガリーのジグムント王

中央ヨーロッパ、特にトランシルヴァニアでは、寛大なオスマン帝国が支配していた。これは、ハプスブルクによるカトリックからの迫害から、プロテスタントの共同体が守られていたことを意味する。16世紀に、トランシルヴァニアとハンガリーのカルヴァン派をオスマン帝国は支援し、重税は課されながらも、ほぼ完全な自由を与えるという宗教的寛容を発揮していた。スレイマン大帝は特に、ハンガリーのサポヤイ・ヤーノシュ・ジグモンド（Szapolyai János Zsigmond, 1540年7月18日 - 1571年3月14日）を支援し、さらに、ジグムンドが、トランシルヴァニアに、ユニテリアン主義の教会を建てるのを許可さえしている。この世紀の終わりまでに、ハンガリーの人口のほとんどが、ルター派かカルヴァン派になり、ハンガリー改革派教会になっている。

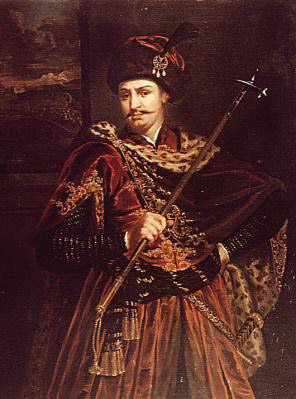
ハンガリーの指導者テケリ・イムレ(1657-1705) は、オスマン帝国に、カトリックのハプスブルクからプロテスタントを守るために、オスマン帝国に援助を要請し、それを得ることができた。

17世紀に、プロテスタント共同体は、オスマン帝国にハプスブルクのカトリックに対抗するための援助を再び要請している。1606年皇帝ルドルフ2世が信仰の自由を抑制すると、トランシルヴァニアのボチュカイ・イシュトヴァーンはオスマンと同盟し、トランシルヴァニアの自治を完成した。短期間とはいえ、残りのハンガリーにおいて信仰の自由も保障したのである。1620年、トランシルヴァニアのプロテスタントの王子ベトレン・ガーボルは、フェルディナント2世 (神聖ローマ皇帝)のカトリック政策をおそれて、スルタン・オスマン2世による保護を要求した。それにより「オスマン帝国が唯一の強国の味方となり、ハプスブルクの統治によって揺さぶられ、反乱を起こしているボヘミアの人々を奮い立たせることができ、プロテスタントの王として（プファルツ選帝侯の）フリードリヒ5世を選ぶであろう。」　。大使が交換されることになり、ハインリッヒ・ビッテルは1620年1月にイスタンブールを訪れ、メフメト・アガがプラハを1620年7月に訪れている。毎年オスマン帝国に朝貢する見返りとして、オスマン帝国は、6万の騎兵をフリードリヒに提供し、四十万の軍隊がポーランドに侵攻することが計画された。1620年9月、セコラの戦いにおいて(Battle of Cecorra)、30年戦争においてハプスブルクを支えるポーランド軍をオスマン軍は破ったが、1620年11月の白山の戦いでボヘミア人が敗れるまで、さらなる効果的な介入はできなかった
この世紀の終わりに、ハンガリー人のリーダー、テケリ・イムレは、ハプスブルクの反プロテスタント政策に抵抗するため、大宰相カラ・ムスタファ・パシャに軍事援助を要求し受け入れられた。これは1683年、オスマンがハプスブルク帝国を攻撃し、第二次ウィーン包囲に連なったのである。
16世紀の間に、ハンガリー人はほとんどプロテスタントになった。最初は、ルター派であったが、直ぐにカルヴァン派になった。しかし、ハプスブルクの反宗教改革の政策により、最終的には、この国の西半分はカトリックにもどった。しかし、東半分は、かろうじて、今日まで熱心なプロテスタントを貫いた：「ハプスブルクは、ハンガリー王国を再びカトリックに戻したとはいえ、ほとんど完全な平和的共存の精神で、三つの認識された国々の間で、多様な信条を尊敬しつつ、ティサ川の東側には改革が残った」

## 比較すべき点
この二つの宗教の間に明らかな違いがあるにしろ、特に文献批判、偶像破壊、原理主義的傾向、秘蹟としての結婚や、修道院的規律の否定といった、外見や、信仰への態度において多くの共通点が見られる。
元々、この記事は，英語版のProtestantism and Islamの翻訳であったが，日本語版の経緯によって題名が変えられ、内容が変化している。本項の「比較すべき点」は本来の英語版から継承であるが、現在の項目には不適切である。

### 文献批判
イスラムとプロテスタントは、聖書の文献批判に同じように依拠している。ある意味で、17世紀にキリスト教の「宗教改革」の遙か以前から、イスラムは最初に「改革」を行ったと主張している。この歴史的順番は、イスラムがある程度ユダヤ教やキリスト教の伝統を受け継ぎ、同じ神という認識を持ち（アブラハムの宗教）、ユダヤ人の預言者を認めるようにイエスを預言者と定義しているゆえに、すべての聖書の宗教を包含している主張してきているという事実によっている。

### 偶像破壊
イスラムの方がより厳格であれ、偶像破壊は、明らかに、プロテスタントとイスラムの共通点である。このことは、かなり以前から広く認識されていた。イギリスのエリザベス1世とオスマン帝国との往復書簡にみられ、その中では、プロテスタントは、カトリックよりもイスラムに近いことをほのめかしている。マルティン・ルターがその著『トルコに対する戦争』の中で、この点を発展させている。この中で、トルコの厳格な偶像破壊を次のように賞賛している。
「トルコ人は、如何なる像も絵画も許さないことは、トルコの神聖さの一部であろうし、我々の偶像破壊者以上に神聖である。というのも、我々の破壊者は、グルデン、グロッシェンや指輪、装飾品に図像を認めているが、トルコ人は全く認めていないし、貨幣にも文字を刻印するだけであるからだ。」—'マルティン・ルター、『トルコに対する戦争について』、1529

### 原理主義

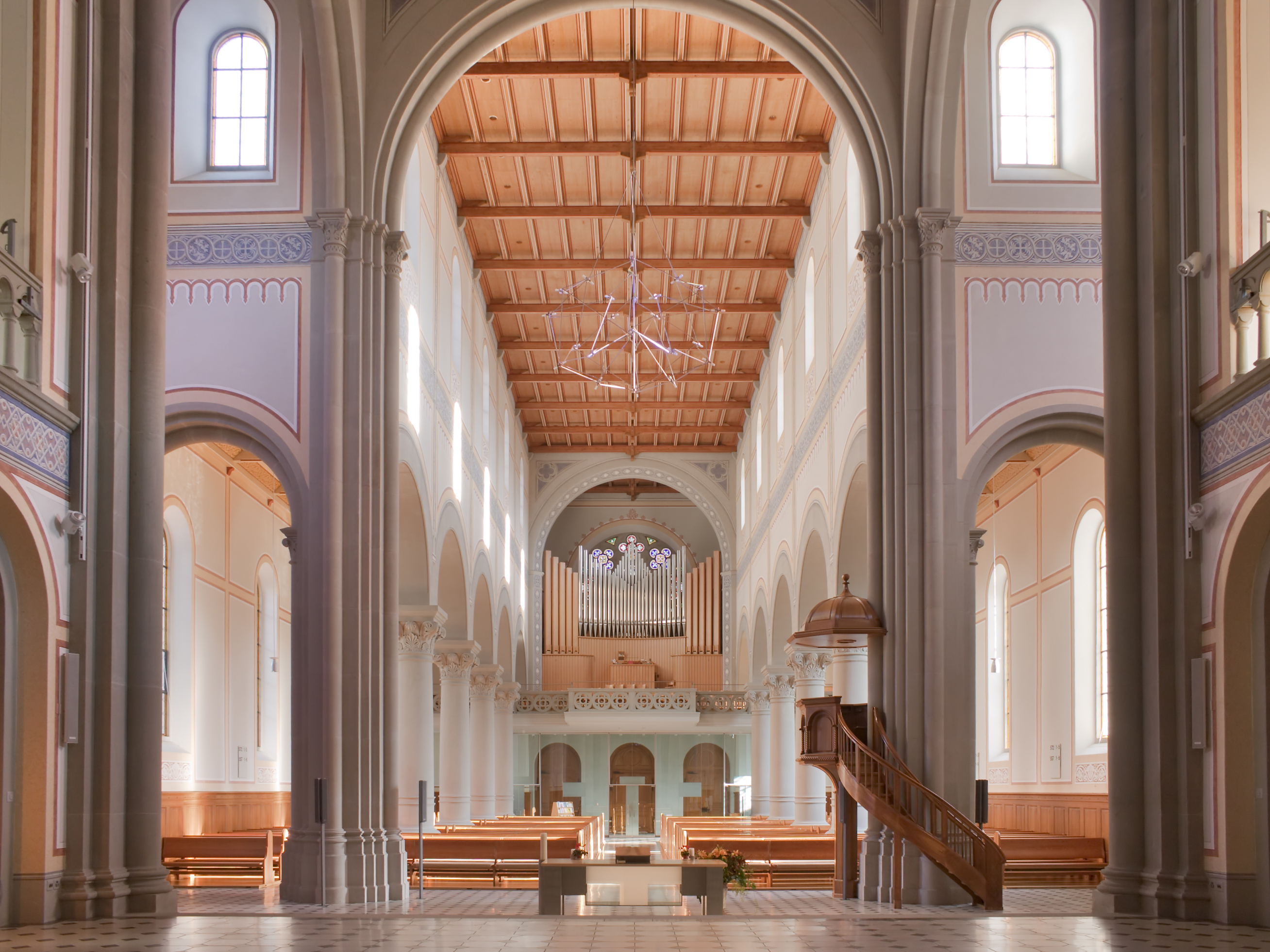
スイスのグラールスにある改革派教会

Steve Bruceによると、プロテスタントは聖書、イスラムはクルアーンであるが、両者とも聖典を直接に解釈することに基づいていることは共通しており、これは、カトリックが、智恵を分析し、形式化し、それが、教会の組織によって、広められたことと比較できるとし、カトリックは、国際的な組織に基づいているのに対して、イスラムとプロテスタントは、両者とも「普遍的な使命に修辞学的に取り組む」ことに基づいており、これにより、過激な要素により、聖典の一般的な再解釈に基づいて原理主義に走る可能性をもたらすのだ、と言う。「原理主義」という語が、初めて使われたのは1920年のアメリカであり、「プロテスタントの意識的反近代派」を示すものであった。
イスラム、プロテスタントの両者の原理主義はまた、個人の行動は非常に規範的になる傾向にある：「プロテスタントとイスラムの宗教的原理主義は、性別、性差や家族を取り巻く規範に大変気を遣います」。しかし、プロテスタント原理主義は、個人の行動に焦点を当てがちで、イスラム原理主義は、共同体の法律を発展させる傾向にある。

### イスラム的プロテスタント
聖典に対するイスラムとプロテスタントの似通った態度は、つねに平行的だといわれる。イスラム復活のいくつかの傾向は、「イスラム的プロテスタント(en)」と定義されている。ある意味では、「イスラム化は、西欧文化、すなわち、イスラムの中にあるプロテスタントの形、の方法を使いながら、西欧化と戦う政治運動であります」。

### 活力
イスラムとプロテスタントは、現代社会において共通した活力を持つ：「現代社会におけるこの二つの最も活発な宗教運動は、おおまかに大衆的プロテスタントと復活したイスラムと呼ばれるものです」。しかし、社会に対するアプローチの仕方には違いがある。

## 注・出典

### 注
1. ↑  
上記はあくまで現地から遠く離れたプロテスタントを基盤とする人々による言動であり、オスマン帝国統治下の実際にはキリロス・ルカリスやグリゴリオス5世のように処刑された総主教が居たり、正教会で最も重要な大聖堂の一つであった総主教の座所たるアギア・ソフィア大聖堂はモスクに改造されたりするなどしており、当事者である正教徒はオスマン帝国を「寛容な支配者」とは看做していない（出典：高橋保行『ギリシャ正教』110頁 - 113頁、講談社学術文庫 1980 ISBN 9784061585003）。

オスマン帝国支配下におけるキリスト教徒は信仰をそれと見て分るように服装を制限され、馬に乗る事を禁じられ、イスラム教徒と結婚をすることは禁じられ、伝道活動は一切禁止、キリスト教に改宗するように勧めることは犯罪行為であった（逆にイスラームに改宗するよう勧めるのは合法であった）ことにも見られる通り、実際には様々な迫害があった（高橋, 1980)
。